# Pokémon Ranger
Pokémon Ranger is een computerspel uit 2006 voor de Nintendo DS van de Pokémon-franchise. In dit spel draait het erom dat je met behulp van de stylus en je Plusle of Minun verschillende missies uit probeert te spelen.
De speler begint in een plaats genaamd Ringtown. Verder zijn daar Fall City, Wintown en Summerland. Naarmate het spel voortduurt komen alle plaatsen weleens langs. Elke plaats heeft ook een Ranger-basis met een plaatselijke leider van de Pokémon Rangers. Dat zijn: Spenser in Ringtown, Joel in Fall City, Cameron in Summerland en Elita in Wintown.
Naarmate het spel vordert verschijnen steeds meer slechteriken: Go-rock squad. In de strijd met het Go-rock squad gaat de speler vergezeld van professor Hastings en de andere Pokémon Rangers.
Wie met Pokémon moet vechten, moet ze zien te vangen door ringen om hen heen te trekken met de stylus op het touchscreen. Voor elke Pokémon moet een verschillend aantal rondjes worden getrokken. De Pokémon kunnen aanvallen, waardoor – als de lijn die de speler om de Pokémon probeert te trekken geraakt wordt – wordt vernietigd, waarna de speler opnieuw moet trekken en zijn stylus een paar energiepunten verliest.
Als alle missies zijn voltooid en Go-rock squad is verslagen, kan de speler speciale missies uitvoeren die te vinden zijn bij de nieuwe functie Ranger Net op het menuscherm. Daarin moet de legendarische Pokémon worden gevangen: Deoxys, Celebi en Mew. Met een code kan men ook een missie spelen waarin een ei met daarin de Pokémon Manaphy verkregen wordt. Ook zijn er in het gewone spel nog drie speciale missies waarin je Kyogre, Groudon en Rayquaza kan vangen. Verder kan de Pokémonbrowser worden gevuld met de gegevens van alle Pokémon die te vangen zijn in het spel.